# Skład konsygnacyjny
Skład konsygnacyjny (ang. consignment warehouse) – jednostka organizacyjna obrotu handlowego występująca najczęściej w imporcie towarów, a także w obrocie krajowym. 
Skład konsygnacyjny jest mieszaną konstrukcją prawną obejmującą elementy umowy komisu oraz umowy składu. Strony zawierają umowę o skład konsygnacyjny, gdy chodzi o składowanie towarów lub o sprzedaż konsygnacyjną, gdy składowanie wiąże się ze sprzedażą. Umowy takie zawierane są między producentem, bądź sprzedawcą (konsygnatorem) a osobą, która przyjmuje na siebie obowiązek składowania towaru, bądź składowania i sprzedaży albo wykonania dyspozycji konsygnatora, zwaną konsygnatariuszem. Zasady organizacji i funkcjonowania oraz finansowania działalności składu i rozliczania związanych z tym kosztów, reguluje umowa zawarta między partnerami. Zleceniodawca dołącza kopię umowy.
 Zapoznaj się z zastrzeżeniami dotyczącymi pojęć prawnych w Wikipedii.